# Liste der Stadtviertel Manhattans

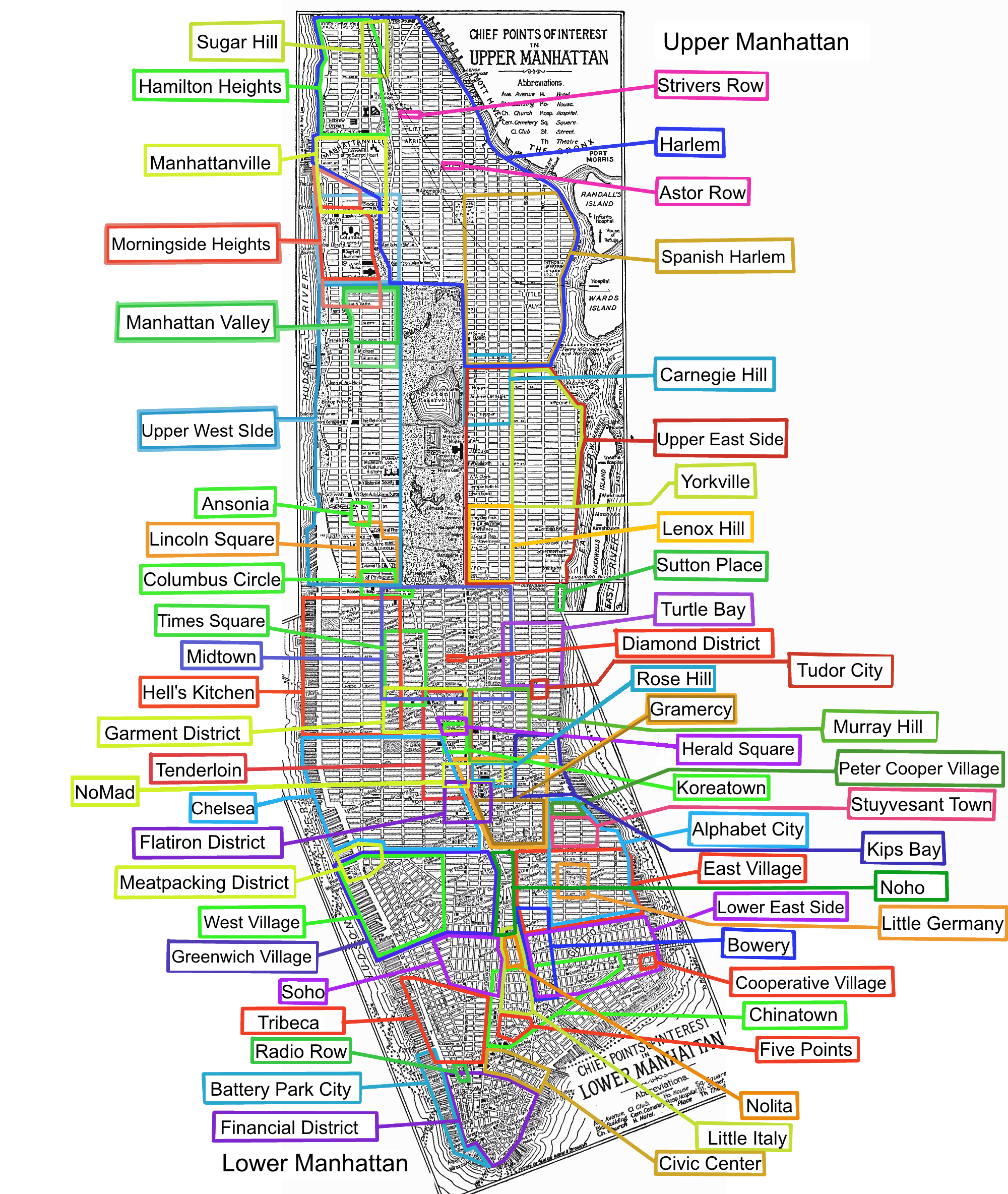
Überblick über die Lage der Viertel Manhattans

Diese Liste der Viertel (englisch Neighborhoods) in New York Citys Stadtbezirk Manhattan ist geografisch geordnet: vom Norden der Insel zum Süden.
Manhattan teilt sich in folgende Gebiete auf:
- Uptown Manhattan bezeichnet ein Gebiet nördlich der 59th Street und Upper Manhattan beginnt nördlich der 96th Street.
- Midtown Manhattan liegt zwischen der 34th Street und der 59th Street.
- Downtown Manhattan bezeichnet die Gegend südlich der 14th Street und Lower Manhattan liegt südlich der Chambers Street.
- Die West Side befindet sich westlich der Fifth Avenue und die East Side östlich der Fifth Avenue.

Die Namen der Viertel und deren Grenzen sind nicht offiziell festgeschrieben, daher können sie sich mit der Zeit aufgrund demografischen oder wirtschaftlichen Wandels verändern.

## Uptown-Viertel
| Name des Viertels                                           | Grenzen im Süden, Norden, Osten und Westen |
| Upper Manhattan                                             | Nördlich der 96th Street |
| Marble Hill                                                 | Das nördlichste Viertel Manhattans befindet sich bereits auf dem Festland.                                                                                      |
| Inwood                                                      | Nördlich der Dyckman Street |
| Fort George                                                 | Südlich der Nagel Avenue und Dyckman Street – im Westen begrenzt durch den Broadway, im Süden durch die Fairview Avenue und im Osten durch den Highbridge Park. |
| Washington Heights                                          | Von der W155 (früher W125) zur Dyckman Street |
| Hudson Heights (Bestandteil von Washington Heights)         | Von der W173 zum Fort Tryon Park und vom Broadway zum Hudson River                                                                                              |
| West Harlem                                                 | Von der W125 zur W155 und von der St. Nicholas Avenue zum Hudson River                                                                                          |
| Hamilton Heights (West Harlem)                              | Von der W135 zur W155 und von der St. Nicholas Avenue zum Hudson River                                                                                          |
| Manhattanville (West Harlem)                                | Von der W125 zur W135 und von der St. Nicholas Avenue zum Hudson River                                                                                          |
| ViVa (Viaduct Valley)                                       | Zwischen W125, W132 und Hudson River |
| Morningside Heights, SoHa (South of Harlem)                 | Von der W96 zur W125 und von Columbus Avenue zum Riverside Drive                                                                                                |
| Central Harlem                                              | Von der E110 zur E155 und von der Park Avenue zur St. Nicholas Avenue                                                                                           |
| Harlem                                                      | Von der E96 zur E141 im Osten, der W110 zur W155 (Mitte) und der W125 zur W155 im Westen                                                                        |
| Strivers’ Row (Central Harlem)                              | Von der W137 zur W138 an der Eighth Avenue (Manhattan) |
| Astor Row (Central Harlem)                                  | Umgebung der W130 |
| Sugar Hill (Central Harlem)                                 | Von der W125 zur W155 und von der Edgecombe Avenue zur Amsterdam Avenue                                                                                         |
| Marcus Garvey Park, Mount Morris Historic District          | Von der E120 zur W124 und der Madison Avenue zur Fifth Avenue                                                                                                   |
| Le Petit Senegal, Little Senegal                            | W116 östlich des Morningside Parks |
| East Harlem                                                 | Von der E96 zur E141 und vom East River zur Fifth Avenue |
| Spanish Harlem (SpaHa), El Barrio, (früher: Italian Harlem) | Von der E96 zur E125 und vom East River zur Park Avenue |
| Upper East Side, Lenox Hill, Silk Stocking District         | Von der E59 zur E96 und vom East River zur Fifth Avenue (auch von der E96 zur E110 entlang der Fifth Avenue)                                                    |
| Carnegie Hill                                               | Von der E86 zur E98 zwischen der Third Avenue und Fifth Avenue. Der Mittelpunkt befindet sich an der E91 und Park Avenue.                                       |
| Yorkville                                                   | Von der E79 zur E96 und vom East River zur Third Avenue. Der Mittelpunkt befindet sich an der E86 und Third Avenue.                                             |
| Upper West Side                                             | Von der W59 zur W110 und von Central Park West zum Hudson River                                                                                                 |
| Manhattan Valley (früher: Bloomingdale District)            | Von der W96 zur W110 und von Central Park West zum Broadway |
| Lincoln Square (früher: San Juan Hill)                      | W65 und W66 von der Columbus Avenue zum Broadway |

## Midtown-Viertel
| Name des Viertels                    | Grenzen im Süden, Norden, Osten und Westen                                |
| Midtown                              | Von der 34th zur 59th Street und dem East River zum Hudson River          |
| Midtown East                         | Von der 42nd zur 59th Street und dem East River zur Fifth Avenue          |
| Midtown West                         | Von der W34 zur W59 und der Fifth Avenue zum Hudson River                 |
| Columbus Circle                      | W59 und Eighth Avenue                                                     |
| Sutton Place                         | Von der E53 zur E59 am Sutton Place                                       |
| Rockefeller Center, Radio City       | Von der W49 zur W51 und der Fifth Avenue zur Sixth Avenue                 |
| Diamond District (auch: Diamond Row) | Die W47 zwischen der Fifth Avenue und der Sixth Avenue                    |
| Theater District                     | Von der W42 zur W53 und der Sixth Avenue zur Eighth Avenue                |
| Turtle Bay                           | Von der E42 zur E53 und dem East River zur Lexington Avenue               |
| Tudor City                           | Von der E40 zur E43 und der First Avenue zur Second Avenue                |
| Little Brazil                        | Die W46 zwischen der Fifth Avenue und der Sixth Avenue                    |
| Times Square                         | Von der W39 zur W52 und der Seventh Avenue zur Ninth Avenue               |
| Hudson Yards                         | Von der W28 zur W43 und der Seventh Avenue zum Hudson River               |
| Hell’s Kitchen, Clinton              | Von der W34 zur W57 (bzw. W59) und von der Eighth Avenue zum Hudson River |
| Garment District                     | Von der W34 zur W42 und der Fifth Avenue zur Ninth Avenue                 |
| Herald Square                        | W34 an der Sixth Avenue                                                   |
| Koreatown                            | Von der W31 zur W36 und der Fifth Avenue zur Sixth Avenue                 |
| Murray Hill                          | Von der E29 zur E42 und der Second Avenue zur Fifth Avenue                |
| Tenderloin                           | Von der W23 zur W42 und der Fifth Avenue zur Seventh Avenue               |
| Madison Square                       | Von der W23 zur W26 und der Fifth Avenue zum Broadway                     |

## Viertel zwischen Midtown und Downtown
| Name des Viertels                                 | Grenzen im Süden, Norden, Osten und Westen                                       |
| Flower District                                   | Von der W26 zur 28 an der Sixth Avenue                                           |
| Brookdale (New York)                              | E25th an der First Avenue bis zum FDR Drive                                      |
| Kips Bay                                          | Von der E23 zur E34 und vom East River zur Third Avenue                          |
| Rose Hill, Curry Hill                             | Von der E25 zur E30 und von der Third Avenue zur Madison Avenue                  |
| NoMad (North of Madison Square Park)              | Von der W25 zur W30 und von der Lexington Avenue zur Avenue of the Americas      |
| Peter Cooper Village† (früher: Gashouse District) | Von der E20 zur E23 und von der Avenue C zur First Avenue                        |
| Chelsea                                           | Von der W14 zur W34 und von der Seventh Avenue zum Hudson River                  |
| Flatiron District, Toy District, Photo District   | Zwischen der 16th bis zur 27th Street und der Park Avenue South zur Sixth Avenue |
| Gramercy Park                                     | Von der E14 zur E23rd und von der First Avenue zur Park Avenue South             |
| Union Square                                      | Von der E14 zur E17 und der Park Avenue zum University Place                     |
| Stuyvesant Town† (früher: Gashouse District)      | Von der E14 zur E20 und von der Avenue C zur First Avenue                        |
| Meatpacking District                              | Von der Gansevoort zur W15 und von der Hudson Street zum Hudson River            |
| Waterside Plaza                                   | Von der E25 zur E29 am FDR Drive                                                 |

## Downtown-Viertel
| Name des Viertels                      | Von Süd nach Nord und Ost nach West                                                 |
| Downtown Manhattan                     | Südlich der 14th Street                                                             |
| Greenwich Village, „the Village“       | Von der W Houston Street zur W14 und vom Broadway zum Hudson River                  |
| West Village, Little Bohemia           | Von der W Houston Street zur W14 und von der Sixth Avenue zum Hudson River          |
| NoHo (North of Houston Street)         | Von der Houston Street zum Astor Place und von der Bowery zum Broadway              |
| Alphabet City, Loisaida                | Zwischen E Houston Street, E23rd und (14th) sowie zwischen FDR Drive und Avenue A   |
| East Village                           | Von der E Houston Street zur E14 und vom East River zur Bowery                      |
| The Bowery                             | Von der Canal Street zur E4 und von der First Avenue zur Third Avenue               |
| Lower East Side (LES)                  | Von der Bowery zur E Houston Street bis zum East River im Osten und Süden           |
| Little Germany bzw. Kleindeutschland   | Von der Bowery zur E Houston Street bis zum East River im Osten und Süden           |
| Hudson Square                          | Von der Canal Street zur Clarkson Street und von Sixth Avenue zur West Street       |
| SoHo (South of Houston Street)         | Von der Canal Street zur Houston Street und von Lafayette Street zur Sixth Avenue   |
| NoLIta (North of Little Italy)         | Von der Broome Street zur Houston Street und von der Bowery zur Lafayette Street    |
| Little Italy                           | Von der Canal Street zur Broome Street entlang der Mulberry Street                  |
| Chinatown                              | Von der Chambers Street zur Delancey Street und vom East Broadway zum Broadway      |
| Lower Manhattan, Financial District    | Südlich der Chambers Street                                                         |
| Five Points (früher)                   | An der Worth Street und Baxter Street                                               |
| Cooperative Village†                   | Von der Frankfort Street zur Grand Street und vom FDR Drive zum East Broadway       |
| Two Bridges                            | Von der Brooklyn Bridge zu Montgomery Street und vom St. James Place zum East River |
| Tribeca (Triangle below Canal Street)  | Vom Park Place zur Canal Street und vom Broadway zum Hudson River                   |
| Civic Center                           | Von der Vesey Street zur Chambers Street und vom East River zum Broadway            |
| Radio Row (früher)                     | Von der Cortlandt Street zur Dey Street und Greenwich Street (World Trade Center)   |
| South Street Seaport Historic District | Südlich der Fulton Street entlang des FDR Drive                                     |
| Battery Park City†                     | Westlich der West Street                                                            |

† größere Veränderungen